# Fusarium venenatum
Fusarium venenatum és una espècie de fong ascomicot de l'ordre dels hipocreals (Hypocreales). És un fong unicel·lular amb capacitat parasitària que s'utilitza per produir proteïnes; concretament s'utilitza per fabricar micoproteïna (o proteïna vegetal texturitzada, TVP), un substitut de la carn que s'aromatitza per assemblar-se al pollastre o la vedella i amb la qual es fabriquen empanades, cubs, salsitxes, rodanxes de xarcuteria i costelles.
Les hifes micelials mesuren entre 400 i 700 μm per 3 - 5 μm de diàmetre. Aquesta elevada relació longitud / diàmetre significa que són similars en morfologia a les cèl·lules musculars animals.
La microproteïna que sorgeix del cultiu de Fusarium venenatum es comercialitza sota el nom de Quorn a Europa i als Estats Units com a substitut de carn bovina o d'aviram en hamburgueses, salsitxes, filets, nuggets de pollastre i en diversos plats de pasta.

## Fusarium venenatumcom a font de micoproteïna
La micoproteïna és el nom de l’ingredient per a una font de proteïna de qualitat alimentària que només està disponible per a ús alimentari des del 1985. Aquesta proteïna està feta de Fusarium venenatum, que es va trobar a la natura i es va desenvolupar específicament per a la producció d’aquest producte.
La micoproteïna es comercialitza com un aliment sa, una bona font de proteïnes i fibra, amb menys greixos i greixos saturats que els equivalents en carn. Els fabricants també afirmen que té un sabor i una textura millorats respecte als productes equivalents amb base de soja.
Les micoproteïnes solen ser un 12% d’aigua, un 3% de greixos, un 3% d’hidrats de carboni disponibles i un 6% de fibra. Les vitamines del grup B i els nutrients minerals també són presents en petites quantitats. La micoproteïna només conté 2,6 g de greix i 0,5 g de greixos saturats per cada 85 grams. D'aquests, cap és un àcid gras trans. Conté fibra dietètica en forma de β-1,3 i -1,6 glucans i quitina, que també poden actuar com a prebiòtics.
Altres aplicacions de la micoproteïna inclouen l’ús com a substitutiu de greixos en productes lactis i en cereals extrudits i aperitius.
La producció de micoproteïna segueix una sèrie de passos. Primer es cultiva F. venenatum en un bioreactor continu aeròbic i axènic, que utilitza substrats de carbohidrats de qualitat alimentària i altres components necessaris per al creixement. El miceli del fong es tracta després de tractament tèrmic per reduir el contingut d'àcids ribonuclèics a nivells segurs. Un cop reduït el nivell d'ARN, els sòlids en suspensió es centrifugen i es recuperen en forma d'una pasta amb un contingut d'aigua del 75%. Aquesta pasta és la micoproteïna.

### Cultiu deFusarium venenatum
El Fusarium venenatum per a la producció de micoproteïnes es cultiva en condicions estrictament definides, amb temperatura, pH, concentració de nutrients, oxigen dissolt i taxa de creixement que es mantenen constants. El creixement vegetatiu dels fongs, el miceli, es presenta en forma de cèl·lules semblants a les hifes que impregnen el medi de cultiu. En el cas de F. venenatum, aquestes hifes, després del tractament tèrmic, es tornen insolubles i tenen una longitud i un diàmetre que les fan adequades per crear productes que imiten les carns.
A causa de la seva morfologia filamentosa, els cultius de fongs són més viscosos que els cultius bacterians i són més difícils de barrejar. Això es va solucionar finalment amb el desenvolupament de la tecnologia actual de fermentació air-lift.
La fermentació air-lift es basa en la introducció d’aire a la base de la columna fermentadora, creant milions de microbolles que després s'eleven a tota l'altura de la columna fermentadora, moment en què el gas es desvincula, provocant una diferència de densitat i la caiguda del líquid. el procés començarà una vegada més. Els volums actuals del fermentadors dedicats a la producció de micoproteïna són de 155 m³ a una alçada de 50 m.
En aquest fermentador, el medi de cultiu s'elimina contínuament i s'escalfa ràpidament per matar el miceli, coagular proteïnes cel·lulars i provocar que l’ARN cel·lular s'escapi a través de les parets cel·lulars cap al sobrenedant. Les fermentacions de micoproteïna es fan durant aproximadament 6 setmanes, cosa que produeix una productivitat cinc vegades superior a la que es podria aconseguir mitjançant una sèrie de fermentacions per lots. La biomassa es recull com una pasta que conté aproximadament un 75% d’humitat mitjançant una centrífuga de deshidratació.
En un cultiu de flux continu, el creixement del fong es pot restringir mitjançant l'aportació de qualsevol nutrient, però generalment està limitat per la concentració de carboni i la font d'energia (per exemple, glucosa) amb la resta de nutrients presents en excés.
D’aquesta manera, i començant amb uns pocs mil·ligrams de cultiu pur, és possible produir més de 1500 tones de micoproteïna abans no finalitzi el procés de fermentació. Avui dia es finalitza la fermentació de F. venenatum quan variants més altament ramificades comencen a suplantar el cultiu poc ramificat.
És freqüent que les soques de microfongs relativament poc ramificades siguin suplantades per variants més curtes i molt ramificades durant el cultiu continu a llarg termini.
El tractament tèrmic realitzat a al sortida del cultiu redueix el contingut d’ARN dels micelis d’un 10% a menys d'un 2%. Això és necessari per evitar la formació d’àcid úric sèric quan es consumeixi (l’ARN es metabolitza a àcid úric, que pot provocar gota).

### Tractament del cultiu recollit
Les hifes es barregen amb un aglutinant d’albúmina o proteïna de la llet, greixos vegetals, aromatitzants i colorants, en una proporció d’un 90% d’hifes, un 10% d’ingredients afegits. Després, la mescla es munta en la forma desitjada.
Els trossos de micoproteïna s'escalfen per provocar que l'aglutinant gelifiqui i mantingui les hifes juntes de manera similar que el teixit connectiu manté les cèl·lules de la miofibril·la en la carn. La textura de la micoproteïna es pot ajustar variant les quantitats d’aglutinant, que influeixen en la fermesa, la masticació i la fibrositat del producte, o bé ajustant la quantitat de greix afegit per controlar la sucositat.

## Fusarium venenatumcom a font d'enzims recombinants
Principalment a causa de la seva història d’ús segur en alimentació humana i la seva adaptabilitat a esquemes de fermentació a gran escala, F. venenatum també s'ha desenvolupat com a hoste per a la producció heteròloga d’enzims industrials. Un exemple d'això es donà en la producció de xilanasa heteròloga o de tripsina fúngica recombinant. Aquesta possibilitat de ser emprat com a hoste ha situat a F. venenatum com a alternativa als hostes fúngics més tradicionals, com les espècies d’Aspergillus.
El gen FvPLAl del fong Fusarium venenatum s'utilitza per a la producció heteròloga de fosfolipasa A1 en la soca BECh 2 d'oryzae. La preparació enzimàtica té el nom comercial de Novozyme® 46016 i actua específicament sobre l’àcid gras en la posició 1 dels fosfolípids. S'utilitza a la indústria làctia com a ajut per al processament durant la producció de formatge, on s'afegeix a la llet destinada a fer formatge.